# Columna de Heliodoro

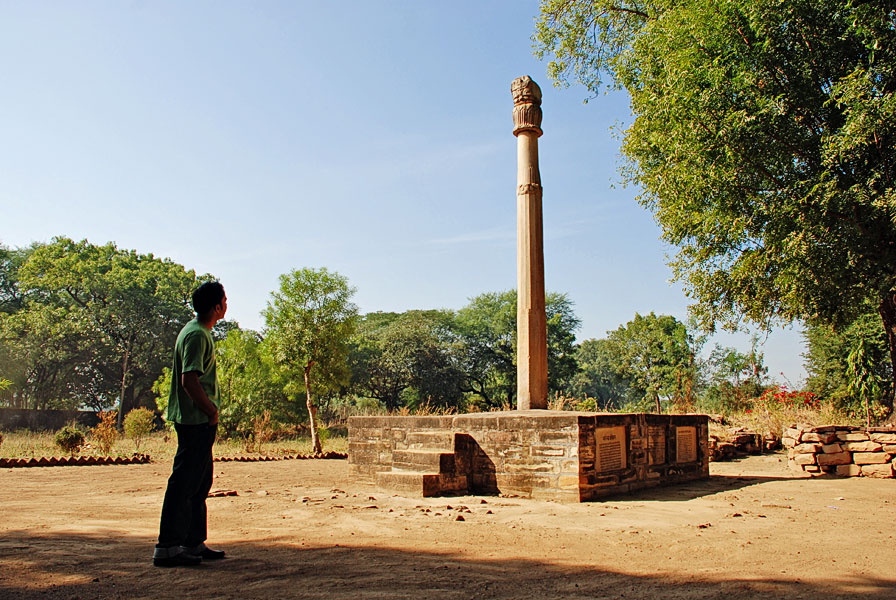
La columna de Heliodoro, cerca de la ciudad de Vidisha (India).

La columna de Heliodoro es un pilar de piedra que fue erigido entre el año 104 y el 83 a. C.
Se encuentra a 3 km al norte de la ciudad de Vidisha (en el centro-este de la India).
Lo mandó a hacer Heliodoro, un embajador griego del rey indogriego Antialcidas ante la corte del rey shunga Bhagabhadra.
El lugar se encuentra a 13 km al noreste del famoso stupa budista de Sanchi (que se encuentra unos 10 km al sureste de Vidisha).

## Inscripciones
En el pilar hay dos inscripciones, escritas en una especie de sánscrito con letra brahmi (anterior a la letra devanagari, con la que se escribe actualmente el sánscrito).

### Primera inscripción
La primera inscripción describe la situación de Heliodoro y su relación con los reyes shunga e indogriegos:

deva devasu va[sude]vasa garuda dhwasho aiam

karito ia heliodorena, bhagavatena

diyasa putrena, takhasilakena

ionadatena agatena, majarashasa

amtalikitasa upa[m]ta samkasam-rano

kashi-put[r]asa [bh]agabhadrasa tratarasa

vasena [chatu]dasena rashena vadhamanasa

del dios de dioses Vasudeva, la columna Garudá esta
hecha por Heliodoro, devoto de Bhagaván,
hijo de Díia [Dión], habitante de Takhasila,
quien como mensajero de los griegos [ionas] vino, del rey
Antalikita ante el rey
hijo de Kashi [Benarés] Bhagabhadra salvador
que estaba en el décimo[cuarto] año de reinado próspero.

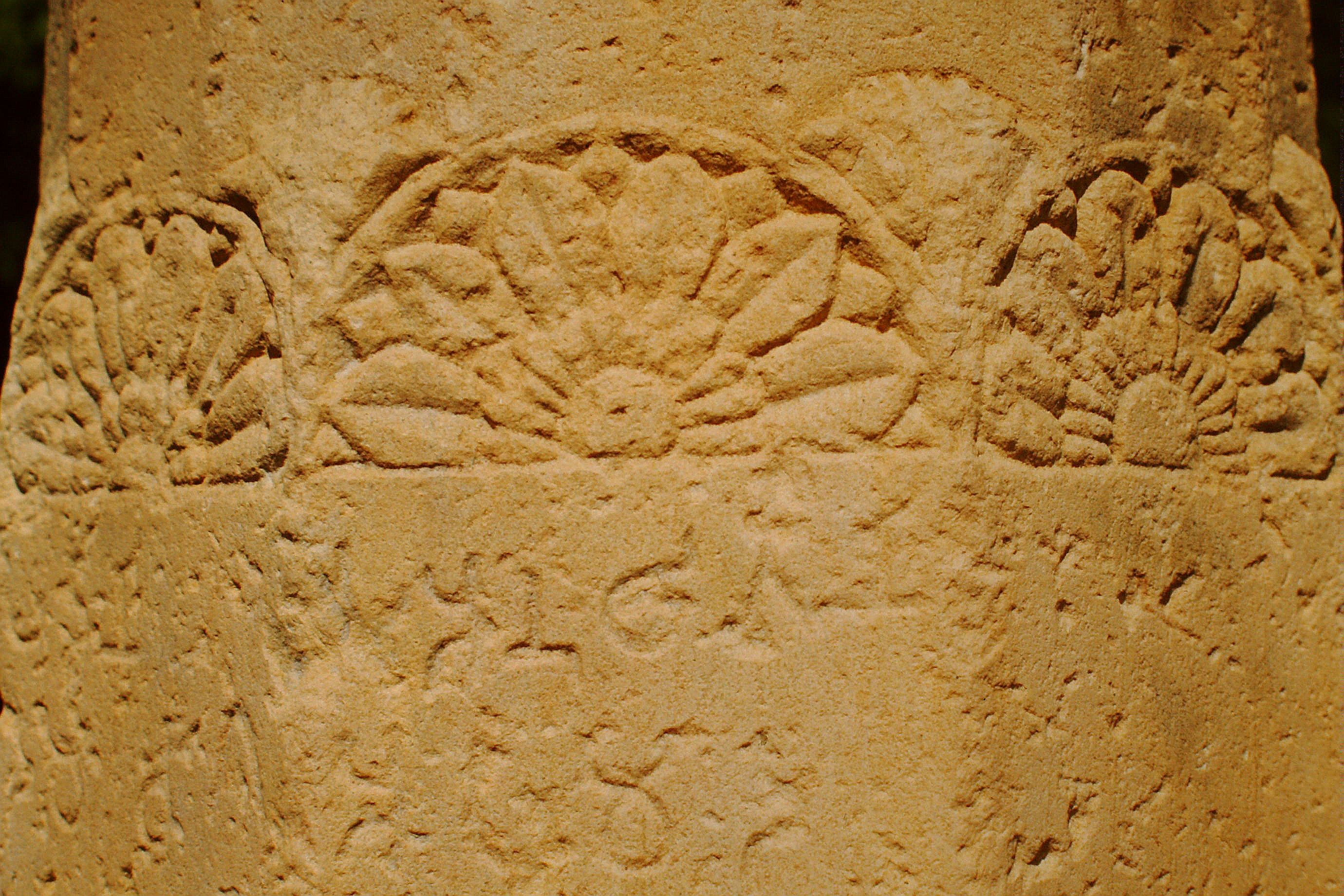
Detalle de las letras grabadas en la piedra.

Aunque no es perfectamente claro, la inscripción parece referirse a Heliodoro como un bhagavata (en sánscrito, ‘devoto de Bhagaván [el opulento]’, un nombre del dios Visnú.
Esta es una de las menciones más antiguas al visnuismo.
El rey Antalcidas reinó entre el 115 y el 95, así que si Heliodoro se refería al año 14 del reinado de Antalcidas, ese año sería el 101 a. C. (ya que 115 a. C. – 14 = 101 a. C.).
Si Heliodoro se refería al año 14 del reinado de Bhagabhadra, ese año sería alguno entre el 104 y el 83 a. C., porque Bhagabhadra comenzó su reinado en algún año después del 118 a. C.; entonces su decimocuarto año de reinado habría sucedido entre el 104 [118 a. C. – 14 a. C. = 104 a. C.] y el 83 a. C., en que Bhagabhadra fue asesinado).
El comienzo del reinado de Bhagabhadra se deduce a partir de los años de reinado de los últimos reyes de la Dinastía sunga:
- Pulindaka (122-119 a. C.)
- Ghosha (?)
- Vashra Mitra (?)
- Bhagabhadra (no antes del 118 a. C.).

### Segunda inscripción
La segunda inscripción recuerda en cambio a la doctrina budista, en la que probablemente creía Heliodoro:

trini amuta padani[su] anuthitani

nayamti swaga: damo chago apramado.

Tres inmortales pasos, cuando se siguen
llevan al Swarga (cielo): represión de los sentidos (dama), renuncia a todo (tiaga) y estar consciente (apramada).

## Conciliación entre hinduismo y budismo

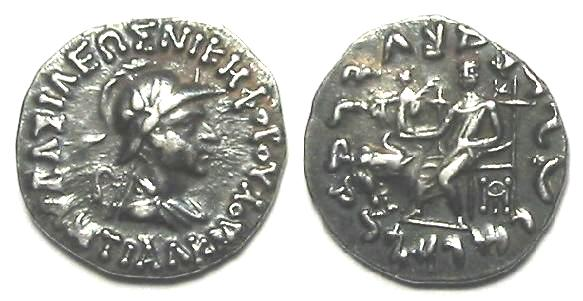
La dedicatoria del pilar de Heliodoro fue realizada por Heliodoro, embajador del rey indogriego Antialkidas (aquí retratado en una de sus monedas).

El pilar de Heliodoro podría indicar algún nivel de reconciliación entre la fe budista (que era bastante apoyada por los indogriegos) y la fe hinduista de los shunga (que en la época de Púshiamitra Shunga ―quien reinó entre el 185 y el 151 a. C.)― habían perseguido al budismo, destruido templos budistas y asesinado monjes).
Esta reconciliación estaría simbolizada por este importante embajador indogriego, que dedica un monumento a la sincrética fe de los shungas, mientras al mismo tiempo reafirma su creencia de los principios morales budistas.